# Jean Lejoly
Jean Lejoly (1945) es un botánico, micólogo, horticultor y agrónomo belga, destacado especialista en la flora de África central. Desarrolla su actividad académica en el "Herbario y Biblioteca de Botánica africana (BRLU)", de la Facultad de Ciencias de la Universidad Libre de Bruselas.
En relación con la flora y vegetación del África central, ha realizado exploraciones de la biodiversidad vegetal, y estudios de Sistemática y de fitogeografía, descripción de taxones nuevos.

## Algunas publicaciones
- Lejoly, J. 1991. Valorisation des plantes médicinales africaines. La morale laïque, Bruxelles, 91: 9-11

- Waechter, P; J Lejoly. 1991. PHARMEL: banque de données de médecines traditionelle et pharmacopée. Actes du 1.er Colloque Européen d'Ethnopharmacologie, Metz, 22-25 de marzo de 1990, ORSTOM éd.: 152-154

- Lejoly, J; K Van Essche. 1991. Anthelminthic african plants. Actes du 1.er Colloque Européen d'Ethnopharmacologie, Metz, 22-25 de marzo de 1990, ORSTOM éd.: 184-186

- Sokpon, N; J Lejoly. 1991. Phénologie et production de litière dans la forêt dense semi-décidue de Pobè (Sud-Est du Bénin). 10.º Congrès Forestier Mondial, Revue Forestière Française, Hors-série n°2: 171-176

- Vanhaelen, M; J Lejoly, M Hanocq, L Molle. Climatic and geographical aspects of medicinal plant constituents. En Wijesekera R.O.B. ed. The Medicinal Plant Industry, CRC Press: 59-76

- Lejoly, J; M Ndjele. 1991. Richesse en endémiques de la flore phanérogamique dans les territoires phytogéographiques du Zaïre. comunicación presentada al Colloque du C.R.S.N. 25-29 nov. 1987, wiro (Zaïre), Revue des Sciences Naturelles, vol. 1: 28-39

- Mosango, M, J Lejoly, B Bebwa. 1992. Litter fall and mineral nutrient content in a tropical rain forest near Kisangani (Zaïre). First European Symposium on Terrestrial Ecosystems: Forests and Woodlands, Florence, CEE 691-692

- Lejoly, J; K Sindani. 1992. Phytomass and productivity of a Larix decidua forest in the "Alpes de Haute-Provence (Southern France). First European Symposium on Terrestrial Ecosystems: Forests and Woodlands, Florence, CEE 918-919

- Lejoly, J; S Lisowski. 1992. Les genres Merremia et Ipomoea (Convolvulaceae) dans la Flore d'Afrique Centrale (Zaïre, Rwanda, Burundi). Fragm. Flor. Geobot. 21-125

- Kimpouni, V; J Lejoly, S Lisowski. 1992. Les Eriocaulaceae du Congo. Fragm. Flor. Geobot. 37(1): 127-145

- Lejoly, J., Raeymackers, G., Van Essche, K., Vanoupliness, P. (1992), "TAXAT, Banque de données de Taxonomie végétale pour l'Afrique Tropicale", Bull. Assoc. Etude Taxon. Flore Afr. Trop. 40: 21-22

- Lejoly, J. 1992. La pharmacopée traditionnelle en réseau, en Prélude, Réseaux, mode d'emploi, Environnement, communication, recherche, Actes du congrès international Namur, 21-23 de noviembre de 1990: 199-222

- Lejoly, J; MJ Polygenis-Bigendako, F Maes. Plantes médicinales, en Janssens P.G., Kivits M., Vuylsteke J. (ed.) Médecine et hygiène en Afrique Centrale de 1885 à nos jours, Fundación Rey Balduino, Bruselas & Masson, París: 459-486

- Bebwa, B; J Lejoly. Soil organic matter dynamics and mineral nutrients content in a traditional fallow system en Zaïre, en Mulongoy K. et Merckx R. (ed.) Soil organic matter dynamics and sustainability of tropical agriculture. IITA/K.U.Leuven, A Wiley-Sayce Co-publication, 135-142

### Libros
- Adjahonoun, E; G Cusset, J Eyme, M Le Bras, J Lejoly, T Richel, P Waechter. Banque de données de médecine traditionnelle et pharmacopée (PHARMEL). Notice d'emploi du logiciel Pharmel / Agende de Coopération Culturelle et Technique, París, 101 pp.

- Adjahonoun, E; G Cusset, A Issa Lo Keita, M Le Bras, J Lejoly. 1994. Notice pour la collecte et l'entrée de données. Banque de données de Médecine traditionnelle et de pharmacopée (Pharmel). 2.ª ed. modificada y completada". Agence de Coopération Culturelle et Technique, París: 1-142

- Lejoly J. Biologie végétale appliquée aux Sciences Pharmaceutiques. Vol. 1, 117 pp.; Vol. 2, 208 pp. Presses Universitaires de Bruxelles

- Lejoly J. Initiation à l'agronomie. Fasc. 1, 88 pp. Fasc. 2, 107 pp. Presses Universitaires de Bruxelles

## Honores

### Epónimos
Especies (10 + 2 + 2 registros)
- (Asteraceae) Ageratinastrum lejolyanum (Adamska & Lisowski) Kalanda -- Bull. Jard. Bot. Natl. Belg. 56(3-4): 384 1986 (IK)</ref>

- (Asteraceae) Anisopappus lejolyanus Lisowski[4]

- (Asteraceae) Vernonia lejolyana Adamska & Lisowski[5]

- (Rubiaceae) Bertiera lejolyana Nguembou & Sonké[6]
- La abreviatura «Lejoly» se emplea para indicar a Jean Lejoly como autoridad en la descripción y clasificación científica de los vegetales.[7]